# Marietta Millner
Marietta Millner, auch Mary Mascotte, gebürtig Maria Anna Paula Bieberhöfer (* 8. Dezember 1894 in Linz, Österreich-Ungarn; † 21. Juni 1929 in Oberweiler (Badenweiler), Deutschland), war eine österreichische Stummfilmschauspielerin.

## Leben und Wirken
Über Maria Bieberhöfers frühen Jahre in ihrer Heimatstadt Linz ist wenig bekannt. Sie war die Tochter eines Hoteliers („Zum Goldenen Schiff“) und heiratete Anton Müllner, Direktor eines Schwefelbades in Wörschach.
Als Mary Mascotte gab sie 1924 ihren Einstand vor der Filmkamera und nannte sich ab 1926, als sie an der Seite von Pat & Patachon spielte, Marietta Millner. Noch 1926 ging sie nach Berlin, folgte aber nur wenige Monate später dem Regisseur Georg Jacoby, als dieser auf eine mehrmonatige Filmreise nach Nordamerika und Ostasien aufbrach. Das Ergebnis dieser Expedition waren vier Filme. Marietta Millner reiste im Frühjahr 1927 erneut in die USA und erhielt von Paramount Pictures einen Filmvertrag über vier Filme. In drei dieser wenig bekannten Streifen spielte sie die jeweilige weibliche Hauptrolle neben Warner Baxter, Louise Brooks und Thomas Meighan.
1928 kehrte Marietta Millner nach Deutschland zurück und setzte in Berlin ihre Filmarbeit fort. Nach Ende der Dreharbeiten (März 1929) zu ihrem letzten Film, Wilhelm Thieles Adieu, Mascotte, unterzog sie sich einer strengen Diät. Infolge eines Lungenleidens, das sich durch diese Abmagerungskur noch verschlimmert haben soll, wie die Linzer Tages-Post vom 28. Juni 1929 zu berichten wusste, starb Marietta Millner bei einem Sanatoriumsaufenthalt im Schwarzwald an einem Blutsturz am 21. Juni 1929.
Es ist nicht ohne Ironie, dass sie als Mary Mascotte anfing und ihre Karriere mit dem UFA-Film Adieu, Mascotte endete.

## Filmografie (komplett)
- 1924: Die Tochter der Frau von Larsac
- 1925: Das Spielzeug von Paris
- 1925: Die Insel der Träume
- 1926: Schwiegersöhne
- 1926: Die Insel der verbotenen Küsse
- 1927: Die Frau ohne Namen (2 Teile)
- 1927: Colonialskandal
- 1927: Die Jagd nach der Braut
- 1927: In letzter Minute (Drums of the Desert)
- 1927: Der Verbrecherkönig von Chicago (The City Gone Wild)
- 1927: Der Schuß um Mitternacht (We’re All Gamblers)
- 1928: Ihr großer Flirt (The Magnificent Flirt)
- 1928: Moderne Piraten
- 1928: Der Zarewitsch
- 1929: Adieu, Mascotte